# Josep Benet i Espuny
Josep Benet i Espuny (Tortosa, Baix Ebre, 1 d'agost de 1920 - 13 de novembre de 2010) fou un pintor i gravador català.
Fill del tallista i daurador Felip Benet Estupiñà. Va rebre les seves primeres classes artístiques dels germans Ricard i Antoni Cerveto i del pintor Ferran Arasa i Subirats. Durant la Guerra Civil espanyola va ser membre de la Lleva del Biberó i el 1942 es va matricular a l'Escola Superior de Belles Arts de Sant Jordi, passant el 1945 a la Escuela Superior de Bellas Artes de San Fernando de Madrid. El 1955 es trasllada a Nova York i dos anys més tard a Veneçuela on va casar-se. Treballà per a la Revista Tricolor, per al ministeri d'Educació i per a la revista El Farol. El 1971 torna a la seva ciutat natal.
És considerat com un dels grans pintors que ha donat Tortosa i un especialista en gravat. El 2001 fou nomenat Soci Honorari de la Hispanic Society of America de Nova York (EUA).